# Aksios (aklamacja)
„Aksios!” (Greckie ἄξιος, „Godzien”, „Wart”, „Odpowiedni”) – zawołanie (aklamacja) zaadaptowane przez Kościół Prawosławny i czynione w obecności wierzących oraz osób świeckich przez biskupa, kapłana i diakonów. Aklamacja również może zostać wykonana, kiedy biskup przyznaje kościelną nagrodę duchownym podczas Boskiej Liturgii.

## Geneza
Ten cerkiewny zwyczaj ma swoje korzenie w początkach chrześcijaństwa, kiedy duchowni byli wybierani podczas elekcji przez całą społeczność kościoła, łącznie z osobami świeckimi. Tradycja ta bazuje na Dziejach Apostolskich, opisana w rozdziale 1:15–26 (Wybór Macieja) oraz w rozdziale 6:2–61 (Wybór Siedmiu).

## Aksioswspółcześnie
Do uzyskania święceń kapłańskich lub diakońskich niezbędne jest mianowanie przez ordynariusza, biskupi natomiast otrzymują nominację biskupią od synodu biskupów danej jurysdykcji. Pozostałością tradycji elekcji duchownych przez ogół wyznawców jest zwyczaj, wedle którego nowy kapłan wprowadzany jest przed zgromadzonych, najpierw kłania się wiernym, później duchowieństwu, a na końcu obecnym biskupom. Za każdym pokłonem, diakon powinien zawezwać: „Godzien!”, upraszając zgromadzonych o zezwolenie na wprowadzenie do stanu kapłańskiego (tzw. Ordynacji).
Biblijne uczestnictwo osób świeckich zostało zachowane, kiedy nowy wyświęcony zostaje zaprezentowany zgromadzonym przez głównego biskupa. Zgromadzeni wołają wówczas: „Aksios! Aksios! Aksios!”, aby również okazać swoją zgodę.